# Verwaltungsgemeinschaft Mittleres Schwarzatal

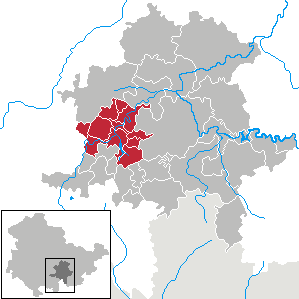
Lage der ehemaligen Verwaltungsgemeinschaft im Landkreis Saalfeld-Rudolstadt

In der Verwaltungsgemeinschaft Mittleres Schwarzatal aus dem thüringischen Landkreis Saalfeld-Rudolstadt waren bis zum 1. Januar 2019 elf Gemeinden zur Erledigung ihrer Verwaltungsgeschäfte zusammengeschlossen. Verwaltungssitz war in Sitzendorf.

## Die Gemeinden zum Auflösungszeitpunkt
- Allendorf
- Bechstedt
- Döschnitz
- Dröbischau
- Mellenbach-Glasbach
- Meura
- Oberhain
- Rohrbach
- Schwarzburg
- Sitzendorf
- Unterweißbach

## Geschichte
Die Verwaltungsgemeinschaft wurde am 14. Juli 1993 gegründet. 
Am 6. Juli 2018 wurde Wittgendorf im Rahmen der Gebietsreform in Thüringen nach Saalfeld/Saale eingemeindet.
Die Verwaltungsgemeinschaft wurde am 1. Januar 2019 aufgelöst. Die Gemeindezugehörigkeiten änderten sich wie folgt:
- Dröbischau, Oberhain: Eingemeindung nach Königsee
- Allendorf, Bechstedt: Erfüllt durch Königsee
- Mellenbach-Glasbach: Zusammenschluss mit Oberweißbach/Thüringer Wald und der Gemeinde Meuselbach-Schwarzmühle (beide aus der Verwaltungsgemeinschaft Bergbahnregion/Schwarzatal) zur Stadt und Landgemeinde Schwarzatal

Letztere sowie die übrigen Mitgliedsgemeinden schlossen sich mit den übrigen Mitgliedsgemeinden der Verwaltungsgemeinschaft Bergbahnregion/Schwarzatal zur Verwaltungsgemeinschaft Schwarzatal zusammen.
Letzter Vorsitzender war Günter Himmelreich.